# Flüchtlingslager Dovestorp

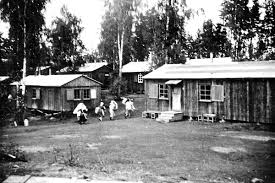
Foto aus der Nutzungszeit

Das Flüchtlingslager Dovestorp war während des Zweiten Weltkrieges das größte Flüchtlingslager in Schweden. Es lag auf einer Landzunge am See Glan südöstlich der Eisenbahnstation Dovestorp in der schwedischen Gemeinde Finspång in der historischen Provinz Östergötland.

## Aufbau
Das Lager entstand 1944 und bestand aus hunderten Holzbaracken, die ursprünglich für 3000 Personen konzipiert waren. Jedes Wohngebäude bestand aus zwei Schlafsälen mit zusammen 13 Betten. Ein Bett war für einen Koch oder eine Köchin reserviert. In den Baracken gab es einen Kamin und einen Holzherd, jedoch keine elektrischen Leitungen, kein Frischwasser und keine Toilette. Zur Wasserversorgung wurde am See ein einfaches Wasserwerk errichtet und das Wasser zu zwei Verpflegungssälen geleitet. Das Lager enthielt eine Sauna, die pro Tag für 150 Personen nutzbar war. Trockentoiletten und WCs lagen im Freien. Zusätzlich waren ein Gebäude für die Lagerleitung, eine Arbeitsvermittlung und Hütten zum Wäschewaschen vorhanden.

## Nutzung
Ursprünglich war das Lager für Frauen und Kinder aus dem nahen Norrköping gedacht, die nach möglichen deutschen Angriffen mit Bombern Zuflucht suchen. Als 1944 mehrere Flüchtlinge aus Estland über die Ostsee nach Schweden kamen, wurden sie im Lager aufgenommen. Bis zum Frühjahr 1945 hatten etwa 6000 estnische Bürger zeitweilig eine Unterkunft im Lager erhalten.
Ab diesem Zeitpunkt erreichten vorwiegend polnische Frauen das Lager, die durch die Rettungsaktion mit den Weißen Bussen das KZ Ravensbrück verlassen konnten. Die Aktion wurde vom Schwedischen Roten Kreuz und ihrem Vize-Präsidenten Folke Bernadotte durchgeführt. Um die Weiterverbreitung von Krankheiten zu verhindern, wurde das Lager mit Stacheldraht abgesperrt und zu einer Quarantänestation umgewandelt. Unter den Frauen, die in der Region ankamen, hatten viele Tuberkulose, Typhus oder sie waren von Ungeziefer befallen. Deshalb wurden in zwei Schulgebäuden in Norrköping Desinfizierungsstationen eingerichtet. Bis zu Beginn des Herbstes 1945 waren 1500 bis 2000 polnische Frauen in Dovestorp, von denen etwa ein Drittel Juden waren. Trotz sofort eingeleiteter Hilfsmaßnahmen konnte der Tod mehrerer Frauen nicht verhindert werden.
Nach 1945 erfolgte der Abbau der Baracken und es blieb nur bei wenigen der Unterbau übrig. Im Wald ragen noch einige Wasserentnahmestellen aus dem Boden und der Keller zur Lagerung von Kartoffeln ist vollständig erhalten.